# Classic Brugge-De Panne
De Classic Brugge-De Panne (voorheen Driedaagse van De Panne-Koksijde) was een wielerwedstrijd die jaarlijks in het uiterste westen van Vlaanderen werd verreden tussen de plaatsen Brugge en De Panne. De wedstrijd bestond sinds 1977 voor de mannen (als driedaagse) en sinds 2018 werd er ook een wedstrijd voor de vrouwen georganiseerd.

## Mannen
De Driedaagse van De Panne bestond sinds 1977 en sinds 2005 maakte de wedstrijd deel uit van het Europese continentale circuit. Vanaf 2019 staat de koers op de UCI World Tour kalender.
De wedstrijd vond tot 2017 meestal eind maart - begin april plaats, op de dinsdag, woensdag en donderdag vóór de Ronde van Vlaanderen. Omdat de Driedaagse op een vergelijkbaar parcours werd verreden, met veel heuvels uit de Vlaamse Ardennen en diverse kasseienstroken, werd ze door veel renners gebruikt als een voorbereiding op deze wedstrijd. Traditioneel bestond de wedstrijd uit drie gewone etappes, met op de slotmiddag een afsluitende tijdrit. Het is hier waar de wedstrijd meestal werd beslist. De leiderstrui in het algemene tijdsklassement heeft in deze rittenwedstrijd een witte kleur. Tussen 1985 en 2017 was ook Zottegem een vaste partnerstad in de Driedaagse.
In 2018 verschoof de Driedaagse een week naar voren, in de week na Milaan-San Remo en voorafgaand aan de E3 Harelbeke op vrijdag en Gent-Wevelgem op zondag. De woensdag vóór de Ronde van Vlaanderen werd nu bestemd voor Dwars door Vlaanderen. Er werd ook een nieuw concept bedacht: op de eerste twee dagen (dinsdag en woensdag) wedstrijden voor de elite mannen en de derde dag (donderdag) voor de elite vrouwen. De startplaats van de wedstrijden werd Brugge en de finish bleef in De Panne. De naam wijzigde hierbij ook in de Driedaagse Brugge-De Panne. Het sprintcriterium op de eerste dag kwam echter te vervallen door gebrek aan interesse bij ploegen. De wedstrijd voor de mannen werd een eendagskoers in de buiten categorie (UCI 1.HC). De vernieuwde koers mijdde de Vlaamse Ardennen en zocht in West-Vlaanderen kasseien, duinen en de moeren als elementen. Ook de wind, vaak kenmerkend voor de kuststreek, werd mee als bepalende factor in acht genomen. Qua beklimmingen werden enkele hellingen in het Heuvelland opgezocht, de belangrijkste was de Kemmelberg. In 2020 reed men echter niet meer naar Heuvelland, maar ging het na de start in Brugge via Gistel, Middelkerke, Diksmuide en Veurne naar De Moeren en dan naar De Panne.
Hellingen

### Erelijst
| Jaar | Winnaar                  | Tweede                   | Derde                  |
| ---- | ------------------------ | ------------------------ | ---------------------- |
| 1977 | Roger Rosiers            | Yvon Bertin              | Guido Van Sweevelt     |
| 1978 | Guido Van Sweevelt       | Jozef Jacobs             | Cees Priem             |
| 1979 | Gustave Van Roosbroeck   | Marc Renier              | Guido Van Calster      |
| 1980 | Sean Kelly               | Gustave Van Roosbroeck   | Etienne Van Der Helst  |
| 1981 | Jan Bogaert              | André Dierickx           | Jozef Jacobs           |
| 1982 | Gerrie Knetemann         | Daniel Willems           | Jean-Luc Vandenbroucke |
| 1983 | Cees Priem               | Etienne De Wilde         | Michel Pollentier      |
| 1984 | Bert Oosterbosch         | Eric Vanderaerden        | Ferdi Van Den Haute    |
| 1985 | Jean-Luc Vandenbroucke   | Sean Kelly               | Adrie van der Poel     |
| 1986 | Eric Vanderaerden        | Sean Kelly               | Jean-Luc Vandenbroucke |
| 1987 | Eric Vanderaerden        | Sean Kelly               | Jean-Luc Vandenbroucke |
| 1988 | Eric Vanderaerden        | Allan Peiper             | Frans Maassen          |
| 1989 | Eric Vanderaerden        | Jelle Nijdam             | Allan Peiper           |
| 1990 | Erwin Nijboer            | Johan Museeuw            | Gerrit Solleveld       |
| 1991 | Jelle Nijdam             | Frans Maassen            | Maximilian Sciandri    |
| 1992 | Frans Maassen            | Vjatsjeslav Jekimov      | Thierry Marie          |
| 1993 | Eric Vanderaerden        | Frans Maassen            | Edwig Van Hooydonck    |
| 1994 | Fabio Roscioli           | Djamolidin Abdoezjaparov | Frans Maassen          |
| 1995 | Michele Bartoli          | Rolf Sørensen            | Gianluca Bortolami     |
| 1996 | Vjatsjeslav Jekimov      | Wilfried Peeters         | Olaf Ludwig            |
| 1997 | Johan Museeuw            | Carlo Bomans             | Marco Milesi           |
| 1998 | Michele Bartoli          | Emmanuel Magnien         | Vjatsjeslav Jekimov    |
| 1999 | Peter Van Petegem        | Frank Vandenbroucke      | Denis Zanette          |
| 2000 | Vjatsjeslav Jekimov      | Romāns Vainšteins        | Sergej Ivanov          |
| 2001 | Nico Mattan              | Erik Dekker              | Vjatsjeslav Jekimov    |
| 2002 | Peter Van Petegem        | Stefano Zanini           | George Hincapie        |
| 2003 | Raivis Belohvoščiks      | Gianluca Bortolami       | Peter Van Petegem      |
| 2004 | George Hincapie          | Danilo Hondo             | Gerben Löwik           |
| 2005 | Stijn Devolder           | Alessandro Ballan        | Nico Mattan            |
| 2006 | Leif Hoste               | Bernhard Eisel           | Luis León Sánchez      |
| 2007 | Alessandro Ballan        | Joost Posthuma           | Bert Roesems           |
| 2008 | Joost Posthuma           | Manuel Quinziato         | Enrico Gasparotto      |
| 2009 | Frederik Willems         | Joost Posthuma           | Tom Leezer             |
| 2010 | David Millar             | Andrij Grivko            | Luca Paolini           |
| 2011 | Sébastien Rosseler       | Lieuwe Westra            | Michał Kwiatkowski     |
| 2012 | Sylvain Chavanel         | Lieuwe Westra            | Maciej Bodnar          |
| 2013 | Sylvain Chavanel         | Alexander Kristoff       | Niki Terpstra          |
| 2014 | Guillaume Van Keirsbulck | Luke Durbridge           | Gert Steegmans         |
| 2015 | Alexander Kristoff       | Stijn Devolder           | Bradley Wiggins        |
| 2016 | Lieuwe Westra            | Alexander Kristoff       | Aleksej Loetsenko      |
| 2017 | Philippe Gilbert         | Matthias Brändle         | Alexander Kristoff     |
| 2018 | Elia Viviani             | Pascal Ackermann         | Jasper Philipsen       |
| 2019 | Dylan Groenewegen        | Fernando Gaviria         | Elia Viviani           |
| 2020 | Yves Lampaert            | Tim Declercq             | Tim Merlier            |
| 2021 | Sam Bennett              | Jasper Philipsen         | Pascal Ackermann       |
| 2022 | Tim Merlier              | Dylan Groenewegen        | Nacer Bouhanni         |
| 2023 | Jasper Philipsen         | Olav Kooij               | Yves Lampaert          |
| 2024 | Jasper Philipsen         | Tim Merlier              | Danny van Poppel       |
| 2025 | Sebastián Molano         | Jonathan Milan           | Madis Mihkels          |

#### Meervoudige winnaars
| Zeges | Renner              | Jaren                        |
| ----- | ------------------- | ---------------------------- |
| 005   | Eric Vanderaerden   | 1986, 1987, 1988, 1989, 1993 |
| 002   | Michele Bartoli     | 1995, 1998                   |
| 002   | Vjatsjeslav Jekimov | 1996, 2000                   |
| 002   | Peter Van Petegem   | 1999, 2002                   |
| 002   | Sylvain Chavanel    | 2012, 2013                   |
| 002   | Jasper Philipsen    | 2023, 2024                   |

#### Meeste etappezeges
| Aantal | Wielrenner         |
| ------ | ------------------ |
| 13     | Eric Vanderaerden  |
| 6      | Alexander Kristoff |
| 5      | Mark Cavendish     |
| 5      | Eddy Planckaert    |

## Vrouwen
Sinds 2018 wordt de Classic Brugge-De Panne voor vrouwen (van 2018-2020 de Driedaagse Brugge-De Panne) georganiseerd en maakte vanaf het begin deel uit van de UCI Women's World Tour.

### Erelijst
| Jaar | Afstand  | Winnaar         | Tweede          | Derde             |
| ---- | -------- | --------------- | --------------- | ----------------- |
| 2018 | 151,7 km | Jolien D'hoore  | Chloe Hosking   | Christine Majerus |
| 2019 | 134,4 km | Kirsten Wild    | Lorena Wiebes   | Lotte Kopecky     |
| 2020 | 156,3 km | Lorena Wiebes   | Lisa Brennauer  | Lotte Kopecky     |
| 2021 | 158,8 km | Grace Brown     | Emma Norsgaard  | Jolien D'hoore    |
| 2022 | 162,8 km | Elisa Balsamo   | Lorena Wiebes   | Marta Bastianelli |
| 2023 | 163,1 km | Pfeiffer Georgi | Elisa Balsamo   | Lorena Wiebes     |
| 2024 | 155,0 km | Elisa Balsamo   | Charlotte Kool  | Daria Pikulik     |
| 2025 | 152,7 km | Lorena Wiebes   | Chiara Consonni | Elisa Balsamo     |

1977 · 1978 · 1979 · 1980 · 1981 · 1982 · 1983 · 1984 · 1985 · 1986 · 1987 · 1988 · 1989 · 1990 · 1991 · 1992 · 1993 · 1994 · 1995 · 1996 · 1997 · 1998 · 1999 · 2000 · 2001 · 2002 · 2003 · 2003 · 2004 · 2005 · 2006 · 2007 · 2008 · 2009 · 2010 · 2011 · 2012 · 2013 · 2014 · 2015 · 2016 · 2017 · 2018 · 2019 · 2020 · 2021 · 2022 · 2023 · 2024 · 2025

Lijst van beklimmingen
2005 · 
2006 · 
2007 · 
2008 · 
2009 · 
2010 · 
2011 · 
2012 · 
2013 · 
2014 · 
2015 · 
2016 · 
2017 ·
2018 ·
2019 ·
2020 ·
2021 ·
2022 ·
2023 ·
2024 ·
2025
Belangrijkste etappewedstrijden

Internationaal Wegcriterium · Driedaagse Brugge-De Panne · Ronde van de Alpen · Vierdaagse van Duinkerke · Ronde van Beieren · Ronde van Noorwegen · Ronde van België · Ronde van Luxemburg · Ronde van Oostenrijk · Ronde van Wallonië · Ronde van Burgos · Ronde van Denemarken · Arctic Race of Norway · Ronde van Groot-Brittannië
Belangrijkste eendaagse wedstrijden

Trofeo Laigueglia · GP Lugano · GP Nobili Rubinetterie · Dwars door Vlaanderen · Scheldeprijs · Brabantse Pijl · GP Kanton Aargau · Brussels Cycling Classic · GP Fourmies · Primus Classic Impanis-Van Petegem · Ronde van de Drie Valleien · Milaan-Turijn · Ronde van Piemonte · Ronde van het Münsterland · Ronde van Emilia · Parijs-Tours · GP Bruno Beghelli
World Cup:
1998 · 
1999 · 
2000 · 
2001 · 
2002 · 
2003 · 
2004 · 
2005 · 
2006 · 
2007 · 
2008 · 
2009 · 
2010 · 
2011 · 
2012 · 
2013 · 
2014 · 
2015
World Tour:
2016 · 
2017 · 
2018 · 
2019 · 
2020 · 
2021 ·
2022 ·
2023 ·
2024 ·
2025
Huidige koersen:
Tour Down Under · Cadel Evans Great Ocean Road Race · Ronde van de Verenigde Arabische Emiraten · Omloop Het Nieuwsblad · Strade Bianche · Ronde van Drenthe · Trofeo Alfredo Binda · Classic Brugge-De Panne · Gent-Wevelgem · Ronde van Vlaanderen · Parijs-Roubaix · Amstel Gold Race · Waalse Pijl · Luik-Bastenaken-Luik · Ronde van Chongming · Ronde van het Baskenland · Ronde van Burgos · RideLondon Classique · The Women's Tour · Ronde van Zwitserland · Copenhagen Sprint · Giro Donne · Tour de France Femmes · Ronde van Scandinavië · Classic Lorient Agglomération · Simac Ladies Tour · La Vuelta Femenina · Ronde van Romandië · Ronde van Guangxi
Voormalige koersen:
Philadelphia Cycling Classic · Ronde van Californië · Emakumeen Bira · La Course by Le Tour de France · Open de Suède Vårgårda